# Skeleton Tree
Skeleton Tree — шістнадцятий студій альбом австралійського рок-гурту Nick Cave and the Bad Seeds, представлений 9 вересня 2016 року.

## Про альбом
Робота над платівкою тривала з кінця 2014-го року на «Retreat Studios» у Брайтоні на тлі трагічних життєвих подій самого Ніка, який втратив 15-річного сина влітку 2015-го. За день до прем'єри альбому у 800 кінотеатрах по всьому світу відбулась презентація 3D-стрічки «One More Time With Feeling», під час перегляду якої глядачі мали змогу послухати першими всі пісні альбому, а також інтерв'ю, думки музиканта та всі закулісні моменти. Трагічні події у житті Кейва змінили початкову концепцію фільму та перетворили його на глибоке занурення у почуття, переживання та музичні рефлексії всього колективу.

## Список композицій
| #     | Назва             | Тривалість |
| ----- | ----------------- | ---------- |
| 1.    | «Jesus Alone»     | 5:52       |
| 2.    | «Rings of Saturn» | 3:28       |
| 3.    | «Girl in Amber»   | 4:51       |
| 4.    | «Magneto»         | 5:22       |
| 5.    | «Anthrocene»      | 4:34       |
| 6.    | «I Need You»      | 5:58       |
| 7.    | «Distant Sky»     | 5:36       |
| 8.    | «Skeleton Tree»   | 4:01       |
| 39:42 |                   |            |

## Учасники запису
- Нік Кейв — вокал, фортепіано, синтезатор, вібрафон, бек-вокал
- Мартін Кейсі — бас-гітара
- Томас Вайдлер — ударні
- Воррен Елліс — скрипка, альт, тенор-гітара, синтезатор, фортепіано, драм-машина, бек-вокал
- Джим Склавунос — ударні, вібрафон, бек-вокал
- Джордж В'єштіца — акустична гітара, бек-вокал

Запрошені музиканти
- Елс Торп — додатковий вокал (7)
- Еллі Вайатт — скрипка
- Шарлотта Гласон — альт
- Джо Гідді — віолончель

## Чарти

### Тижневі чарти
| Чарт (2016)                                          | Peak position |
| ---------------------------------------------------- | ------------- |
| Австралія Australian Albums (ARIA)                   | 1             |
| Австрія Austrian Albums (Ö3 Austria)                 | 2             |
| Бельгія Belgian Albums (Ultratop Flanders)           | 1             |
| Belgian Albums (Ultratop Wallonia)                   | 3             |
| Канада Canadian Albums (Billboard)                   | 22            |
| Данія Danish Albums (Hitlisten)                      | 1             |
| Нідерланди Dutch Albums (MegaCharts)                 | 2             |
| Фінляндія Finnish Albums (Suomen virallinen lista)   | 1             |
| French Albums (SNEP)                                 | 7             |
| Німеччина German Albums (Offizielle Top 100)         | 3             |
| Греція Greek Albums (IFPI)                           | 2             |
| Угорщина Hungarian Albums (MAHASZ)                   | 28            |
| Ірландія Irish Albums (IRMA)                         | 1             |
| Irish Independent Albums (IRMA)                      | 1             |
| Італія Italian Albums (FIMI)                         | 2             |
| Нова Зеландія New Zealand Albums (Recorded Music NZ) | 1             |
| Норвегія Norwegian Albums (VG-lista)                 | 1             |
| Польща Polish Albums (ZPAV)                          | 3             |
| Португалія Portuguese Albums (AFP)                   | 1             |
| Шотландія Scottish Albums (OCC)                      | 2             |
| Іспанія Spanish Albums (PROMUSICAE)                  | 7             |
| Швеція Swedish Albums (Sverigetopplistan)            | 2             |
| Швейцарія Swiss Albums (Schweizer Hitparade)         | 2             |
| Велика Британія UK Albums (OCC)                      | 2             |
| США Billboard 200                                    | 27            |

### Річні чарти
| Чарт (2016)                        | Позиція |
| ---------------------------------- | ------- |
| Australian Albums (ARIA)           | 62      |
| Belgian Albums (Ultratop Flanders) | 12      |
| Belgian Albums (Ultratop Wallonia) | 114     |
| Dutch Albums (MegaCharts)          | 57      |
| Чарт (2017)                        | Позиція |
| Belgian Albums (Ultratop Flanders) | 46      |

## Сертифікації
| Регіон                                                      | Сертифікація | Продажі |
| ----------------------------------------------------------- | ------------ | ------- |
| Бельгія (BEA)                                               | Платиновий   | 30 000  |
| Велика Британія (BPI)                                       | Срібний      | 74,110  |
| продажі+прослуховування, що базуються лише на сертифікаціях |              |         |